# Старуха Мха
«Старуха Мха» — российский дарк-эмбиент-проект, основанный в 2000 году русским музыкантом Романом Евгеньевичем Сидоровым (6 февраля 1974 — 20 сентября 2003).

## История
За время существования проекта музыкант успел записать два альбома — Rusali и Fires (в самиздате соответственно «Руѕалі» и «О. Г. Н. И.»).
Альбом «О. Г. Н. И.» также вышел при жизни Сидорова ещё в 2001 году в виде самиздата, а в 2004 году — вскоре после смерти Романа — был издан лейблом Agnisvet под названием Fires без согласия на то правообладателей. Кроме того, названия композиций в этом издании были переведены на английский язык (что, по некоторым данным, противоречило желанию автора), тогда как на самиздатовской версии треки были озаглавлены по-русски. Существует мнение, что оригинальный материал для этого издания был пересведён.
Диск под названием Rusali выпущен на лейбле Tantric Harmonies в 2003 году, то есть первым релизом проекта является именно второй по порядку создания альбом «Руѕалі».
Для создания своих записей Роман использовал синтезатор, гитару, барабаны, вокал и, возможно, еще индустриальные элементы, вроде металлических листов или канистр, баков, бочек. Он был представителем индустриальной и шумовой музыки, и применение таких элементов оправдано этим.
Также в его гипнотизирующих музыкальных композициях можно услышать скрип ветвей деревьев, плеск ручья, шелест опавших листьев, голоса птиц.
Записи леса хорошо различимы на альбоме Rusali (конкретно — в треках «And the trees woke up», «Bark», «Ear of the night», «Paporotnik»). Одним из любимых приёмов автора является использование зацикленных фрагментов ритма — это стук деревянных палочек, удары по барабанам или ритмизированные звуки синтезатора, голоса и гитары.
Звуки природного происхождения, как и звуки инструментов, обильно обработаны при помощи электронных музыкальных средств — процессоров эффектов.
Считается, что в силу особенностей мировосприятия Роман не стремился выпустить свои произведения в массы и писал «в стол». 
Однако это спорное мнение. По словам нескольких знакомых Сидорова, которые рассказывали о нем в интернете, он стремился сначала распространить записи среди друзей и среди их знакомых, а затем и в более широких кругах слушателей. Ему хотелось стать легендой, и он добился этого, несмотря на свою смерть.
20 сентября 2003 года Роман Сидоров повесился. Похоронен на Новофрязинском кладбище города Фрязино.
С момента смерти гибель Романа обросла множеством слухов, домыслов и откровенных сплетен. Так, есть версия, что он не покончил с собой, а умер от аневризмы головного мозга. Некоторые, ссылаясь, якобы, на слова Юрия Звёздного, говорят, что незадолго до смерти Роман посещал какую-то гадалку, а та открыла в нём способности медиума, которых Роман не смог вынести и поэтому свёл счеты с жизнью. Ходят слухи о его длительном затворничестве накануне гибели, об увлечении наркотиками…

«Старуха Мха и её автор»

## Другие проекты Романа Сидорова
- Bardcore (или Бард Core) — авангардные похабные песни с обилием воровского жаргона, пародии на песни бардов[3]. Среди музыкальных стилей этого проекта можно выделить блатной шансон, бардовскую песню, пост-рок, панк-рок, блюз и даже хаус (композиция «Стыковка»).
- Der Golem — суицидальный дроун-эмбиент, языческий ритуал-эмбиент, минималистичный пост-рок, пост-панк, пост-индастриал, спэйс-эмбиент, дарк-эмбиент, дарк-фолк, дарквейв, индастриал, нойз.
- Sedative[4][5] (или Sedativ[6]) — психоделичный суицидальный пост-панк, пост-рок, шугейз, дарквейв, колдвейв, думервейв, этериал-вейв, lo-fi эмбиент.
- Fatal — неоклассический дарквейв, меланхоличный трип-хоп, депрессивный пост-панк, атмосферный эмбиент, постфолк, шугейз.
- Maw — дарк-эмбиент, дроун-эмбиент.
- Negatives — дарк-эмбиент, нойз-эмбиент, эмбиент-индастриал.
- Печные Раструбы (Киргизский Свет) — экспериментальная музыка, авангардная музыка, индастриал, нойз.
- Фродис & Ромиль Слоников — дарк-эмбиент, эмбиент-индастриал, нойз-эмбиент, нойз-индастриал, пост-индастриал.
- Sacrificium Intellectus — дарк-эмбиент, ритуал-эмбиент, психоделический панк, психоделический фолк, пост-индастриал, нойз, lo-fi.
- VAD — экспериментальная музыка, музыкальная импровизация, свободная импровизация, психоделический фолк, lo-fi.
- Projekt Rot — электронная музыка, конкретная музыка, звуковой коллаж, индастриал, нойз.

## Память
- Документальный фильм «Тиннитус» режиссёра Даниила Зинченко[7].
- Трек «В замогильной стороне» рэпера Слава КПСС.
- Кавер-трек «Нет (Der Golem cover)» группы «Культура Курения».
- Кавер-трек «Нет» группы «Буерак».
- Трибьют-треки «Там (Der Golem Freestyle)» и «Лёгкие Цветы (Fatal tribute)» рэпера Murda Killa.

- Трек «Рома Сидоров» группы «Культодиночества».

## Дискография
- Rusali (2003)
- Fires (2004)
- Покой и молчание (2024)